# Zoot Horn Rollo

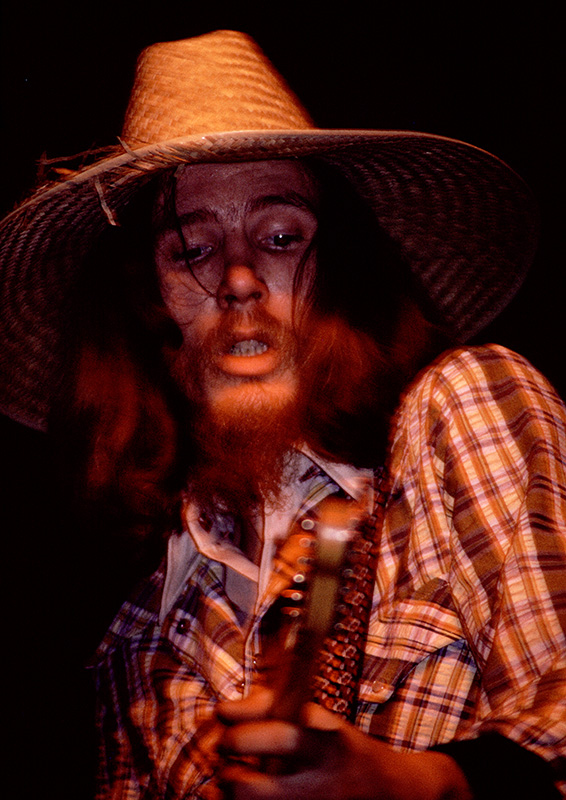
Zoot Horn Rollo mit Captain Beefheart & His Magic Band an der Leeds University, 2. Mai 1973

Bill Harkleroad (* 8. Januar 1949 in Long Beach, Kalifornien), besser bekannt als Zoot Horn Rollo, ist ein US-amerikanischer Gitarrist. Er ist hauptsächlich als Gitarrist von Captain Beefhearts Magic Band sowie als Mitbegründer von Mallard in Erscheinung getreten.

## Karriere
Bill Harkleroad wuchs in Hawthorne auf und spielte zuerst Akkordeon. Mit 13 wechselte er zum Schlagzeug und dann zur Gitarre. Mit 15 wurde er Gitarrist bei BC & The Cavemen. Hier spielte schon Mark Boston (Rockette Morton) Bass. Zu dieser Zeit lernte er John French und Jeff Cotton kennen und bewegte sich im Antelope Valley im Umfeld von Don Van Vliet und Frank Zappa. Er nahm an zahlreichen Sessions teil, wurde aber erst im Juni 1968 endgültiges Mitglied von Captain Beefhearts Magic Band, nachdem Alex St. Clair (Alex Snouffer) ausgeschieden war. Er war maßgeblich an dem legendären Album Trout Mask Replica beteiligt sowie an vier weiteren Captain Beefheart Alben bis 1974.
Nach langwierigen Streitereien mit Beefheart stieg er wie Mark Boston, John French und Art Tripp aus dessen Magic Band aus und formierte mit ihnen die Band Mallard. Von Kritikern und Musikern hoch geachtet, blieb der kommerzielle Erfolg aber auch hier aus und Mallard löste sich 1977 nach zwei Alben und einer ausgedehnten Europa-Tour endgültig auf. Erwähnenswert ist der hervorragende Auftritt in der deutschen TV-Sendung Rockpalast von 1976.
Enttäuscht vom Musikbusiness zog sich Bill Harkleroad nach Eugene, Oregon zurück, wo er einen Musikalienhandel betreibt und heute noch als Gitarrenlehrer arbeitet.
1998 veröffentlichte er seine Biografie Lunar Notes: Zoot Horn Rollo's Captain Beefheart Experience, in der er mit Beefheart und dem Musikbusiness abrechnet.
2001 veröffentlichte er sein viel beachtetes Soloalbum We Saw A Bozo Under The Sea. 2003 wurde er von seinen ehemaligen Bandkollegen John French und Mark Boston zur Wiedervereinigung der Magic Band eingeladen, was er allerdings ablehnte.
2008 war er Gitarrist auf John Frenchs Soloalbum City Of Refuge, außerdem nahm er mit Henry Kaiser und Ant-Bee (Billy James) auf.

## Trivia
- Bill Harkleroad war die Besetzung für die Rolle des Strinzel in Frank Zappas „teenage opera“ Captain Beefheart vs. The Grunt People. Er sollte einen führenden Grunt-Krieger im Gefolge von Celestia (für die Grace Slick besetzt war) spielen[7]
- Auf der Rolling Stone Liste der 100 Greatest Guitarists belegt Zoot Horn Rollo Platz 62[8]

## Diskografie

### Mit Captain Beefheart & His Magic Band
- 1969: Trout Mask Replica
- 1970: Lick My Decals Off, Baby
- 1972: The Spotlight Kid
- 1972: Clear Spot
- 1974: Unconditionally Guaranteed
- 1999: Grow Fins: Rarities (1965-1982)
- 1999: The Dust Blows Forward: An Anthology

### Mit Mallard
- 1975: Mallard
- 1976: In A Different Climate

### Mit John French
- 1995: Waiting On The Flame
- 2008: City Of Refuge

### Mit The Institute Of Formal Research
- 1997: Vol. One: File Under Subconscious

### Solo
- 2001: We Saw A Bozo Under The Sea

### Mit Mark Boston
- 2003: Love Space

### Mit Ant-Bee
- 2011: Electronic Church Muzik

### Kompilationen
- 1996: Slide Crazy! (produziert v. Henry Kaiser)
- 2000: Cucamonga, photo-book + CD